# 玛莎·鲁特
玛莎·路易丝·鲁特（Martha Louise Root，1872年4月10日—1939年9月28日）是活跃于19世纪末20世纪初的知名巴哈伊传导者。圣护守基·阿芬第对她做出“巴哈伊信仰第一个百年中走在最前的传导者”的评价，并且在她去世后追认其为圣辅。玛莎·鲁特因向多位国家元首和公众人物传导巴哈伊信仰而为人所知。她对信仰最大的贡献被认为是使罗马尼亚的玛丽皇后接受巴哈伊信仰。玛丽皇后是第一位接受巴哈伊的皇室成员。

## 青年生活
玛莎·鲁特生于俄亥俄州的里奇伍德，父母为提摩太·鲁特和南希·鲁特。她有两个哥哥-克拉伦斯和克劳德。在她出生后不，鲁特一家搬迁至宾夕法尼亚州的剑桥斯普林斯，鲁特的父亲在当地经营一家乳牛场。玛莎并非传统的乖乖女，因为她对书籍的痴迷度远高于其他同龄小孩，以至于她在十四岁时就通过写作赚得了去尼亚加拉瀑布旅行的钱。在高中和大学时，玛莎都非常出众。毕业后玛莎进入了欧柏林学院，在那里她开始规划自己的人生。随后，玛莎·鲁特去了芝加哥大学，并于1895年在那里获得了学位。

### 写作职业
在开始传导信仰之前，玛莎·鲁特曾为多份报纸写稿。1900年的夏天，她担任《匹兹堡纪事电讯报》的社会新闻编辑，在当年的秋天，她的供职单位变换成《匹兹堡电讯报》。之后她亦专注于汽车方面内容的写作，这使他得以访问法国。

### 接触巴哈伊信仰
在1909年，玛莎·鲁特认识了罗伊·威廉，后者向他介绍了巴哈伊信仰，并给了她一些巴哈伊著作。接下来的几个月里，玛莎·鲁特更为深入的了解了巴哈伊信仰，并拜见了一些巴哈伊，包括索顿·蔡斯和亚瑟·阿格纽。在当年的晚些时候，玛莎·鲁特正式宣布自己接受巴哈伊信仰。此间，她一直为《匹兹堡邮报》写稿，并曾发表过一篇有关巴哈伊历史和教义的长文。1911年玛莎·鲁特参加了在芝加哥举行的第一届巴哈伊年会。

### 阿博都巴哈到美加访问的时期
1911年到1912年，巴哈伊信仰的创立者巴哈欧拉的儿子阿博都巴哈访问美国和加拿大，玛莎·鲁特参加了好几场活动，并且协助组织了阿博都巴哈在匹兹堡的演讲。也就是这期间，玛莎·鲁特被查出罹患乳腺癌，不过之后的很长一段时间，该病症并未对其生活造成太大的影响。

### 世界旅行和信仰的传导
和阿博都巴哈见面后，玛莎·鲁特开始了她传导信仰的旅程。1915年1月30日，她离开了美国，访问了一些欧洲国家。之后，她计划去位于巴勒斯坦的巴哈伊圣地，但因第一次世界大战而未能成行。于是她改变计划去了埃及，并在那里居住了六个月，在此期间，她未停止为报纸写稿的工作。之后，她去了孟买、仰光、日本、夏威夷。1915年4月29日，她到达了圣弗朗西斯科，返回了美洲大陆。
在美国停留了五年后，玛莎·鲁特在1920年前往了加拿大，访问了加拿大的圣约翰市、蒙特利尔市、伦敦市、和圣托马斯市，并在这些城市组织了巴哈伊信仰的传导项目。之后，玛莎·鲁特又去了墨西哥和危地马拉，她本计划拜访危地马拉的总统，但因当地发生了革命而未能成行。1921年，玛莎·鲁特的乳腺癌开始扩散，同时，她父亲的健康状况也变得不容乐观，因此传导信仰的旅程有了更多的障碍。

## 中年生活
玛莎·鲁特的父亲去世于1922年11月3日，当时已经50岁的玛莎·鲁特在父亲去世的不久之后又再次踏上了传导信仰的旅程。这次，她去了美国、加拿大、日本和中国的许多城市，也去了澳大利亚、新西兰、塔斯馬尼亞州、香港，帮助那里的巴哈伊拓荒者传导信仰。她也去了南非，参加了一些广播节目。玛莎·鲁特接触过世界语，曾经和后来成为一名巴哈伊的世界语发明者柴门霍夫的女儿会面。

### 与玛丽皇后的友谊
在1923年，玛莎·鲁特到达了罗马尼亚的首都布加勒斯特，寄给了当时的玛丽皇后一本叫做《巴哈欧拉与新纪元》的书。两天之后皇后收到了这本书，并在阅读后决定在宫殿与玛莎·鲁特见面。后来，皇后渐渐接受了巴哈伊信仰，成为第一个接受信仰的皇室成员。
玛莎·鲁特和玛丽皇后或伊利安娜公主分别在1926年于布加勒斯特的肯楚塞尼宫、1927年于錫納亞的佩利绍尔城堡、1928年1月于贝尔格莱德的皇宫、1929年10月于黑海之滨巴爾奇克的夏宫、1932年8月与1933年2月于奥地利维也纳的默德林、1934年2月和1936年2月于肯楚塞尼宫进行了会面。玛莎·鲁特和玛丽皇后前后共见了八次面。

### 访问巴哈伊圣地
1925年，玛莎·鲁特访问了巴哈伊圣地，见到了巴希伊·哈努姆和守基·阿芬第。之后，玛莎·鲁特继续她传导信仰的旅程，这次她去了英国、德国、希腊、南斯拉夫、捷克斯洛伐克。然后，玛莎·鲁特去了伊朗，甚至守基·阿芬第都因为考虑到安全原因而提醒她不要去那里，她曾计划与当时的沙阿礼萨汗见面，但是最后没有这么做。

## 晚年
1930年，玛莎·鲁特计划前往日本与昭和天皇会面，但是由于美国政府限制了她的出行，她只能给天皇寄送了一些巴哈伊著作和礼物。那之后，她的传导之旅依旧没有间断，甚至在1937年她的健康状况不尽乐观的时期。那年，玛莎·鲁特去了夏威夷、中国和印度。1938年，她返回了夏威夷。1939年9月28日，玛莎·鲁特在夏威夷去世。